# Craig Armstrong
Craig Armstrong (Glasgow, 29 april 1959) is een Schots componist van voornamelijk filmmuziek.
Armstrong studeerde compositie, viool en piano aan de Royal Academy of Music in Londen van 1977 tot 1981. Hij was in de jaren tachtig en negentig actief bij de Royal Shakespeare Company, de Royal Scottish National Orchestra en de London Sinfonietta. Door de jaren heen met zijn werk en bij soundtracks, werkte hij met artiesten als U2, Madonna, Massive Attack, Tina Turner en de Spice Girls. Armstrong werd vooral bekend als componist voor filmmuziek, waarmee hij met de film The Bone Collector bij het grote publiek bekend werd. Armstrong won een Golden Globe met de film Moulin Rouge! en een Grammy Award met de film Ray voor beste filmmuziek. Zijn muziekstijl varieert van klassieke muziek, eigentijdse klassieke muziek, elektronische muziek tot alternatieve rock.

## Filmografie
- 1998: Orphans
- 1999: Plunkett & Macleane
- 1999: Best Laid Plans
- 1999: The Bone Collector
- 2001: Moulin Rouge!
- 2001: Kiss of the Dragon
- 2002: The Magdalene Sisters
- 2002: The Quiet American
- 2003: Love Actually
- 2004: The Clearing
- 2004: Ray
- 2005: Fever Pitch
- 2005: Must Love Dogs
- 2006: World Trade Center
- 2007: Elizabeth: The Golden Age (met A.R. Rahman)
- 2008: The Day After Peace
- 2008: The Incredible Hulk
- 2010: Wall Street: Money Never Sleeps
- 2010: Neds
- 2011: In Time
- 2013: The Great Gatsby
- 2015: Far from the Madding Crowd
- 2015: Victor Frankenstein
- 2016: Me Before You
- 2016: Snowden
- 2016: Bridget Jones's Baby
- 2019: Mrs Lowry & Son
- 2019: The Burnt Orange Hetesy
- 2019: Dirt Music
- 2023: The Great Escaper

## Overige producties

### Televisieseries
- 1989: Winners and Losers (miniserie)
- 1996: London Bridge
- 2012: The Untold History of the United States (documentaire serie)

### Korte films
- 1995: Fridge
- 2002: Al cuore
- 2014: Dreamland

### Additionele muziek
- 1996: Romeo + Juliet (voor Nellee Hooper en Marius de Vries)

## Prijzen en nominaties

### BAFTA Awards
| Jaar | Titel          | Categorie        | Uitslag     |
| ---- | -------------- | ---------------- | ----------- |
| 1998 | Romeo + Juliet | Beste filmmuziek | Gewonnen    |
| 2002 | Moulin Rouge!  | Beste filmmuziek | Gewonnen    |
| 2005 | Ray            | Beste filmmuziek | Genomineerd |

### Golden Globe Awards
| Jaar | Titel         | Categorie        | Uitslag  |
| ---- | ------------- | ---------------- | -------- |
| 2002 | Moulin Rouge! | Beste filmmuziek | Gewonnen |

### Grammy Awards
| Jaar | Titel            | Categorie                                                                    | Uitslag     |
| ---- | ---------------- | ---------------------------------------------------------------------------- | ----------- |
| 2006 | Ray              | Beste partituur soundtrackalbum voor film, televisie of andere visuele media | Gewonnen    |
| 2014 | The Great Gatsby | Beste partituur soundtrack voor visuele media                                | Genomineerd |

- Biblioteca Nacional de España: XX1487960
- Bibliothèque nationale de France: cb14015557g (data)
- Catàleg d'autoritats de noms i títols de Catalunya: 981058571327106706
- Gemeinsame Normdatei: 135066344
- International Standard Name Identifier: 0000 0001 0783 7450
- Library of Congress Control Number: no00012906
- Nationale Bibliotheek van Letland: 000115307
- MusicBrainz: 8f7bf43e-2a13-431a-a274-19e28965fe07
- Nationale Bibliotheek van Tsjechië: mzk2003203084
- Nationale Bibliotheek van Israël: 987007454410705171
- Système universitaire de documentation: 067125646
- Virtual International Authority File: 74049521
- WorldCat: E39PBJyX4m37MTxBbbMbXpFqcP